# فيليم كولف
فيليم يوهان كولف (بالإنجليزية: Willem Johan Kolff)‏ (بالهولندية: Willem Kolff)‏ طبيب هولندي ولد في ليدن بهولندا عام 1911م، أسس أول بنك دم في أوروبا أثناء الحرب العالمية الثانية، وأجرى تجارب عدة لتنظيف الدم مما ساعده بعد ذلك على اختراع أول كلية صناعية تقوم بتنقية دم المريض من الشوائب من خلال دورة من جسم المريض لجهاز الكلية الصناعية ثم إلى الجسم نقياً مرة أخرى. في عام 1950م هاجر ويليم كولف إلى أمريكا ونجح في اختراع قلب صناعي، وقام بزرع قلب صناعي في عجل كان على وشك الموت، فانتعش الحيوان.

## روابط خارجية
- فيليم كولف على موقع مونزينجر (الألمانية)
- فيليم كولف على موقع إن إن دي بي (الإنجليزية)